# Alisha Fredriksson
Alisha Fredriksson (Hongria, 1994 o 1995) és una jove emprenedora sueca. Aquesta inventora, que va fundar i dirigeix la companyia Seabound juntament amb Roujia Wen, es va fer famosa el 2023 quan va formar part de la llista dels nous talents joves de menys de 30 anys de la revista Forbes. Totes dues van crear la seva empresa emergent el 2021 a fi d'ajudar a resoldre la crisi climàtica capturant el CO2 emès pel transport marítim.
Fredriksson també va rebre el premi d'Emprenedor de l'Any a l'International Tanker Shipping & Trade Conference que es va celebrar a Atenes el 2023.